# Bernard Zimmern
Pour les articles homonymes, voir Zimmern.
Bernard Zimmern, né le 8 juin 1930 à Paris et mort le 19 août 2020 à Neuilly-sur-Seine, est un chef d'entreprise, lobbyiste, et fondateur de laboratoires d'idées en France, notamment l'iFRAP et l'IRDEME.

## Formation
Il est ancien élève de l'École polytechnique (promotion 1949) et de l'ENA (promotion 1955).

## Activité professionnelle
Il travaille 6 ans chez Renault, puis 10 ans à la Cegos comme directeur du département Recherche et Développement. 
Il fonde et préside les sociétés Omphale et Single Screw Compressor Inc. aux États-Unis, qui donnent corps à ses inventions de compresseurs rotatifs, pour lesquels il dépose plus de 500 brevets.

## Activité associative
Son expérience américaine lui fait découvrir le rôle des cercles de réflexion dans la société civile et dans l'économie, et il fonde donc en 1985 sur ses fonds propres l''IFRAP, voué à l'étude des politiques publiques. Après l'avoir présidé jusqu'en 2012, il est le président d'honneur de ce cercle,. L'IFRAP est inscrit depuis le 20 décembre 2017 au registre des représentants d’intérêts au Parlement, ce qui en fait un lobby, et non un organisme de recherche scientifique,.
C'est l'un des fondateurs de l'association Contribuables associés, qui anima une émission à Radio Courtoisie pendant plusieurs années.
Il fonde en 2012 le site Emploi 2017, qui publie des articles de chefs d'entreprises luttant contre les obstacles à la création d'entreprises, pour permettre l'avenir de l'emploi. 
En 2012 également, il fonde l'IRDEME, l'Institut de recherche pour la démographie des entreprises.
Il a été membre du Club de l'horloge.

## Récompenses
Il reçoit en 1977 la médaille d'or de l'Institute of Refrigeration (Londres), qui récompense les contributions les plus remarquables à l'industrie de la réfrigération.
Il reçoit en 1999 le prix Renaissance de l'économie, attribué par le Cercle renaissance, pour avoir fondé l'IFRAP.
En 2015, il se voit décerner le prix Grammaticakis-Neumann de l'Académie des sciences morales et politiques.

## Ouvrages
- Développement de l'entreprise et innovation, Hommes et Techniques, Puteaux, 1969
- À tout fonctionnaire son chômeur, Odilon media, 1999
- Les Profiteurs de l'État, Plon, 2001[13]
- Les Fabricants de chômage, Plon, 2002
- La Dictature des syndicats : FO, CGT, SUD... nos nouveaux maîtres, Albin Michel, 2003
- Changer Bercy pour changer la France : les riches sont la solution, pas le problème, Tatamis, 2015
- Inégalités - Contrepartie de la croissance et du plein emploi, Libréchange, 2019